# Alfredo Copello
Alfredo Copello (ur. 15 marca 1903, data śmierci nieznana) – argentyński bokser wagi lekkiej. W 1924 roku na letnich igrzyskach olimpijskich w Paryżu zdobył srebrny medal. W finale przegrał z Hansem Jacobem Nielsenem.